# Takestan
Tākestān (farsi تاکستان) è il capoluogo dello shahrestān di Takestan, circoscrizione Centrale, nella provincia di Qazvin in Iran. Aveva, nel 2006, una popolazione di 73.625 abitanti. La città si trova a sud-ovest di Qazvin sulla linea ferroviaria Tabriz-Teheran.